# لين سيريج باخ

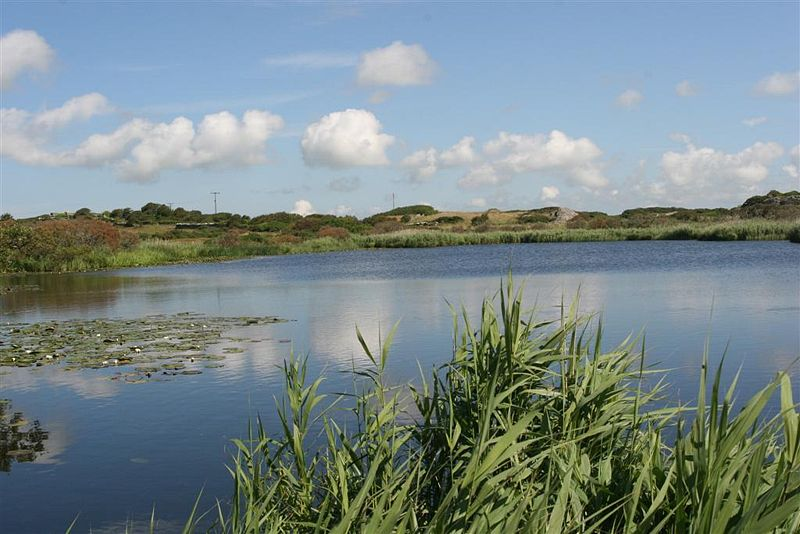
لين سيريج باخ في 2007

لين سيريج باخ (بالإنجليزية: Llyn Cerrig Bach)‏هي بحيرة صغيرة تقع بين روزنير ووادي في غرب انجيلسي، ويلز. اكتشف فيها مجموعة من أكثر من 150 قطعة معدنية من العصر الحديدي في عام 1942، ويبدو أنها وُضعت في البحيرة كعروض نذرية. تعتبر هذه المجموعات من أهم المجموعات في الجزر البريطانية والأكثر أهمية في ويلز.

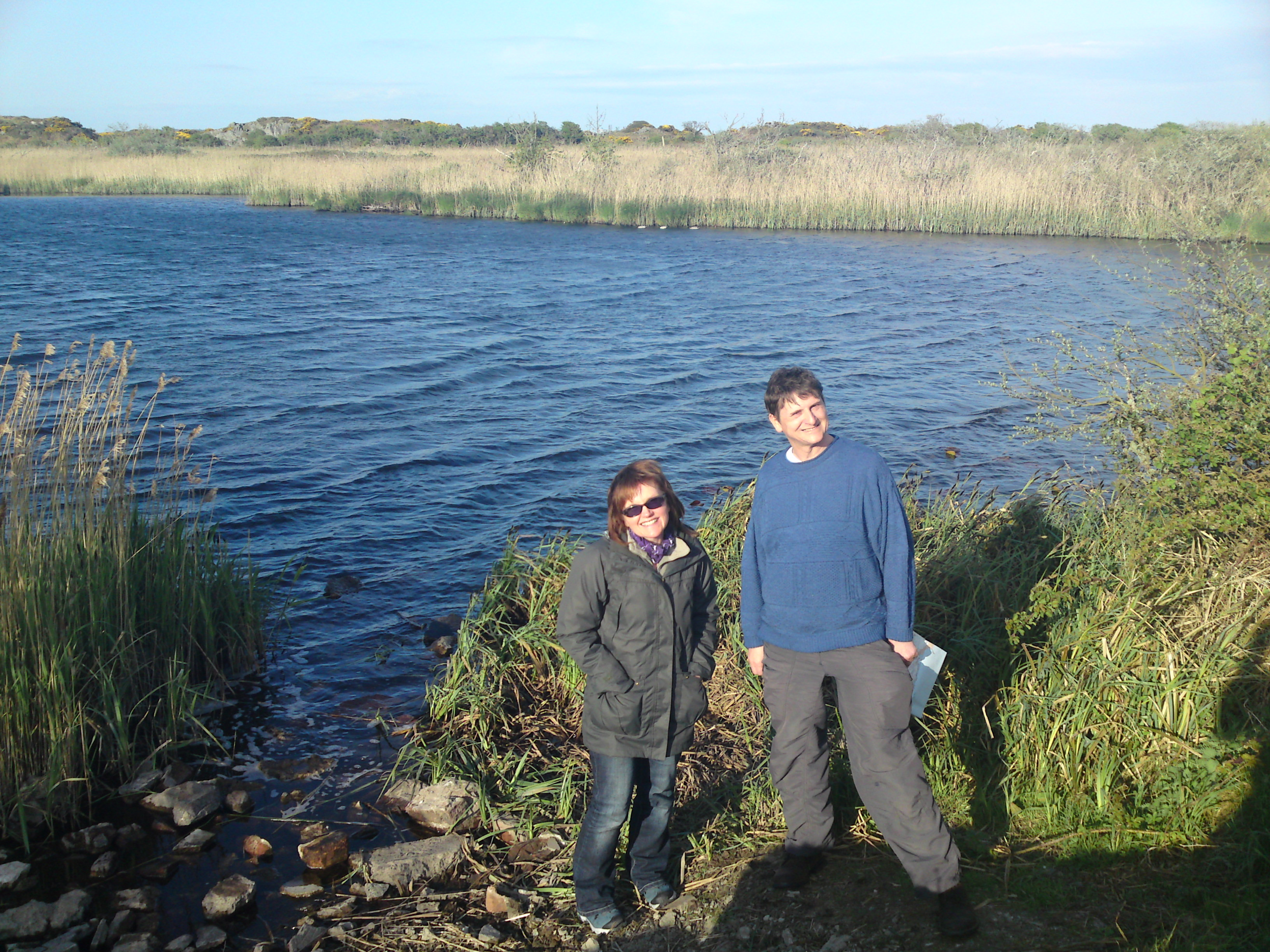
لين سيريج باخ في عام 2010، منظر من جانب الطريق

## روابط خارجية
- موقع الويب لين سيريج باخ
- مدونة لين سيريج باخ